# Sirsa (Hariana)
Sirsa – miasto w Indiach, w stanie Hariana. W 2001 miasto to zamieszkiwało 160 129 osób.
W mieście rozwinął się przemysł spożywczy, a także rzemiosło tkackie.